# Small Planet Airlines
A Small Planet Airlines é uma companhia aérea da Lituânia.

## Frota

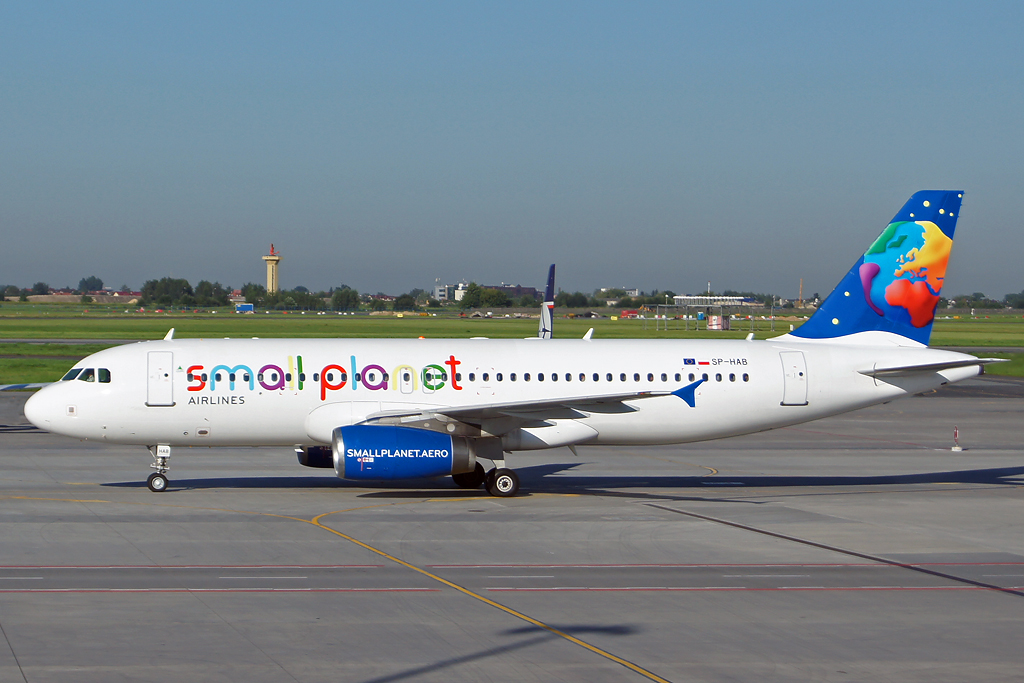
Airbus A320 da Small Planet Airlines.

Em outubro de 2016:
- Airbus A320-200: 17
- Airbus A321: 4